# Loučná pod Klínovcem
Loučná pod Klínovcem é uma cidade checa localizada na região de Ústí nad Labem, distrito de Chomutov.